# Erdbeben nahe Tianshui in Gansu 734
Das Erdbeben nahe Tianshui in Gansu 734 ereignete sich am 23. März des Jahres 734 in der Zeit der Tang-Dynastie in der Nähe von Tianshui in der Provinz Gansu, China. Das Jiu Tangshu berichtet in seinem 8. Kapitel (juan) von über 40(.000) Toten. Auch in einer im Shanyou shike congbian (Sammlung der Steininschriften von Shanxi), Kap. 7, überlieferten Inschrift wird darüber berichtet.
Aufgrund der verursachten Schäden ließ sich abschätzen, dass das Beben im Epizentrum die Stärke von IX auf der Mercalli-Skala erreichte. Darauf basierende Berechnungen ergaben eine Magnitude von ≥7.